# Sericoides sinuaticollis
Sericoides sinuaticollis är en skalbaggsart som beskrevs av Germain 1863. Sericoides sinuaticollis ingår i släktet Sericoides och familjen Melolonthidae. Inga underarter finns listade i Catalogue of Life.